# František Wildmann
R.D. František Wildmann (28. listopadu 1839 Johanka u Kamenice nad Lipou – 9. března 1900 Sudoměřice u Bechyně) byl český katolický kněz, autor historických spisů a národní buditel.

## Život
Byl synem hamerníka Františka Wildmanna a Františky, rozené Tillmannové, šlechtičny z Kapellenberku, jejímuž rodu patříval až do třicetileté války velkostatek Bzí u Týna nad Vltavou. Rodiče byli chudí, ale otec byl písmák, takže naučil syna Františka i jeho bratra Jana číst dříve než začal chodit do školy. Velký vliv na jeho zájem o studium měl místní kněz na odpočinku Josef Engelbert Sendr, který mu půjčoval kroniky vydávané v Jindřichově Hradci Aloisem Landfrasem. Kromě toho tyto kroniky také kupoval v letech 1930–1940 Wildmannův otec a půjčoval mu je i do roku 1848 soukenický tovaryš Matěj Runa. Od roku 1850 docházel pak k Josefu Engelbertu Sendrovi, který ho připravoval ke studiu na gymnáziu v Jindřichově Hradci. Rodiče se uskromnili a od roku 1853 mohl nadaný žák studovat na gymnáziu. Když byl v roce 1854 na prázdninách na Tišnovsku u Brna, objevil zde celou řadu dalších kronik i pražských tiskáren. Gymnazijní studia v Jindřichově Hradci probíhala v němčině a čeští žáci, mezi nimi i Wildmann, byli nezřídka kdy národnostně ponižováni. O české národnostní povědomí se v Jindřichově Hradci v té době zasloužil MUDr. Josef Procházka, který pořádal přednášky v češtině a zval do města i kočující Zellnerovu divadelní společnost při níž účinkoval i Josef Kajetán Tyl, se kterým se Wildmann v roce 1854 jako student seznámil a který ho ovlivnil. K jeho zálibám patřilo již ve studentských dobách cestování po Čechách.
Po skončení gymnazijních studií odešel studovat bohosloví do Českých Budějovic. Zde mimo jiné studoval i polštinu. Na kněze byl vysvěcen 22. července 1866 Janem Valeriánem Jirsíkem a byl poslán jako kooperátor do Sudoměřic, kde tři roky spolupracoval s farářem Josefem Vaňousem. V roce 1869 se stal kaplanem, katechetou a ředitelem škol v Kardašově Řečici pod vedením děkana Antonína Hrdličky. Z Kardašovy Řečice přešel do Slavíkovic u Nové Kdyně, kde byl 25. března 1873 ustanoven farářem. Zde zůstal dalších 13 let.
Začal být činný na poli sepisování místní historiografie a ve Slavíkovicích sepsal dějiny Chudenic, Herštýna, Ryzmberka, Klenové, Baireku, Sohustova, Dlážďova, Miletic a Běhařova, které publikoval v ročnících časopisu Šumavan. Podařilo se mu také odkrýt Příkopí, kde v roce 1040 zvítězil Břetislav I. nad Jindřichem III. Od 2. května 1886 byl znovu jmenován v Sudoměřicích, tentokrát farářem. Zde napsal řadu historických článků a povídek, které zveřejňoval v časopise Vlast a v Rodlerových kalendářích. Kromě toho přispíval do českých politických katolických časopisů. Neméně zajímavou Wildmannovou stránkou bylo i šíření českých knih mezi lidmi. Svou knihovnu a památnou knihu Sudoměřické farní osady odkázal sudoměřické faře. Založil fundace pro chudé. Svou pozůstalost, po vypořádání obvyklých majetkových závazku, věnoval katolickým literárním spolkům: Dědictví sv. Jana, Družstvu Vlast, Spolku pro katolické spisovatele, Dědictví sv. Prokopa a v Brně Dědictví sv. Cyrilla a Methoděje.
Jeho povídky, sestavené ThDr. Janem Františkem Zítkem vydalo Dědictví sv. Jana v roce 1902 pod názvem Pomněnky z českých krajů.